# 1833 en musique
| \| • Retour à la chronologie générale de la musique populaire • \| |
| XXIe siècle • XXe siècle • XIXe siècle • XVIIIe siècle XVIIe siècle • XVIe siècle • XVe siècle • XIVe siècle XIIIe siècle • XIIe siècle • XIe siècle • Xe siècle IXe siècle • VIIIe siècle • Haut Moyen Âge • Rome • Grèce |
| • Retour à la chronologie générale de la musique populaire • |

| • Retour à la chronologie générale de la musique populaire • |

| Années de la musique populaire : 1830 - 1831 - 1832 - 1833 - 1834 - 1835 - 1836    |
| Décennies de la musique populaire : 1800 - 1810 - 1820 - 1830 - 1840 - 1850 - 1860 |

## Événements et publications
- 1er octobre[1] : Wilhem fonde le mouvement des orphéons, appelés également Sociétés chorales ou Sociétés orphéoniques, un mouvement festif et musical de masse[2].

- William Sandys publie un recueil de chants de Noël, Christmas Carols, Ancient and Modern[3].
- Édition du règlement de la Goguette de la Lice chansonnière à Paris[4].

## Naissances
- 4 novembre : James James (Iago ap Ieuan de son nom bardique), harpiste et musicien gallois († 11 janvier 1902).